# علی ماضی
علی ماضی (انگلیسی: Ali Madi؛ زادهٔ ۲۱ مهٔ ۱۹۷۶) بازیکن هندبال اهل تونس بود.